# Dibotryon
Genre
Dibotryon est un genre de champignons ascomycètes de la famille des Venturiaceae.

## Liste des espèces
Selon MycoBank (25 août 2023) :
- Dibotryon morbosum (Schwein.) Theiss. & Syd., 1915
- Dibotryon spiraeae (Murashk.) Petr., 1927
- Dibotryon symphoricarpi (Rehm) Petr., 1927

### Publication originale
- (de) F. Theissen et H. Sydow, « Die Dothideales. Kritisch-systematische Originaluntersuchungen », Annales Mycologici, vol. 13,‎ 1915, p. 147-746